# Marcel Dubois (géographe)
Pour les articles homonymes, voir Marcel Dubois (homonymie) et Dubois.
Marcel Dubois, né le 25 juillet 1856 à Paris et mort le 23 octobre 1916 à Romilly-sur-Andelle, est un historien et géographe français. Il est, à partir de 1893, professeur de géographie coloniale à la faculté des lettres de Paris. Il développe alors un courant français de géographie coloniale, économique et appliquée, très actif au début du XXe siècle. 

## Biographie
Élève de l'École normale supérieure de la rue d’Ulm à Paris, dans la promotion 1876, Dubois y côtoie Bertrand Auerbach (1856-1942) et Paul Dupuy (1854-1948), tous deux devenus géographes par la suite, mais aussi les futurs historiens Georges Lacour-Gayet (1856-1935), Salomon Reinach (1858-1932) et Gustave Lanson (1857-1934). Ses enseignants sont notamment Numa Denis Fustel de Coulanges et Paul Vidal de La Blache.
Major au concours de l'agrégation d'histoire et géographie (1879), il est immédiatement nommé élève de l’École française d'Athènes où il prépare ses thèses de doctorat ès lettres en histoire grecque antique. Il les soutient le 3 novembre 1884 à la Faculté de Paris. La première, en français, porte sur les ligues etolienne et achéenne; tandis que la deuxième, en latin, s'intéresse à l'insularité. 
D'abord maître de conférences d'histoire et d'antiquités grecques à l'université de Nancy en 1882, il devient maître de conférences de géographie générale en 1885, puis professeur de géographie coloniale à la Sorbonne en 1892 : il y poursuit le reste de sa carrière. Décrit comme particulièrement charismatique et populaire chez les étudiants parisiens de la Belle Époque, il y forme de nombreux élèves (parmi lesquels Henri Schirmer, mais surtout Augustin Bernard), et y développe toute une pensée de géographie coloniale, marquée par une certaine hétérogénéité et de nombreux ouvrages (en particulier de géographie scolaire) et articles, dans des revues érudites comme dans la presse. Il est également maître de conférences à l'École normale supérieure de jeunes filles de Sèvres pendant près de trente ans.
En 1891, il fonde avec son maître Vidal de la Blache la revue des Annales de géographie. Il en quitte la direction en 1895, sans doute pour des raisons de divergence d'opinions scientifiques. Il a également été vice-président de la Société de géographie.
À la fin du XIXe siècle, il s'engage résolument comme antidreyfusard, essentiellement par nationalisme  : il fait partie des fondateurs de la Ligue de la Patrie française et occupe une place certaine dans les premières années du mouvement. Ceci augmente certainement (sans en être la cause immédiate) la distance et la rivalité qui le séparent de Vidal et de ses disciples "légitimes", en particulier Lucien Gallois.

## Œuvres
- 1884 :
  - De Insula Co, Paris, Berger-Levrault.
  - Notions élémentaires de géographie générale, Paris, G. Masson.
- 1885 : Les Ligues étolienne et achéenne. Leur histoire et leurs institutions, nature et durée de leur antagonisme, Paris, Ernest Thorin, Bibliothèque des Écoles françaises d’Athènes et de Rome, fascicule 40.
- 1886 : Géographie de l’Europe, Paris, G. Masson.
- 1887 : Géographie de la France. Géographie physique, géographie historique, politique et économique, éléments de géographie coloniale, Paris, G. Masson.
- 1888 : 
  - « L’avenir de l’enseignement géographique », dans Revue internationale de l’enseignement, vol. XV, p. 449-477.
  - Géographie générale de l’Europe : cours de géographie pour l’enseignement secondaire spécial, Paris, G. Masson.
- 1889 : 
  - Géographie économique de l'Afrique, l'Asie, l'Océanie et l'Amérique, 732 pp.
- 1890 : Précis de la géographie économique des cinq parties du monde, Paris, G. Masson.
- 1891 : 
  - « Strabon et Polybe », dans Revue des études géographiques, vol. 4, no 16, p. 343-356 Lire en ligne.
  - Examen de la géographie de Strabon, Paris, Armand Colin.
  - « Océanographie et Océanie. I. Progrès les plus récents de notre connaissance de l’Océanie », dans Annales de géographie, tome 1, no 1, p. 81-101.
  - « Le rôle des articulations littorales : étude de géographie comparée », dans Annales de géographie, tome 1, no 2, p. 131-142.
- 1892 :  
  - Géographie de la France et de ses colonies, Paris, G. Masson.
  - « L’hydrographie des eaux douces. Méthodes employées pour l’étudier : recherche d’une meilleure classification I », dans Annales de géographie, vol. 2, no 5, p. 1-10.
- 1894 : « Leçon d’ouverture du cours de géographie coloniale »", dans Annales de géographie, no 10, p. 121-137.
- 1895 : Systèmes coloniaux et peuples colonisateurs. Dogmes et faits, Paris, Plon.
- 1902 : Les colonies françaises. Un siècle d'expansion coloniale, Paris, Challamel, prix Marcelin Guérin de l’Académie française.
- 1912 : La crise maritime, Paris, E. Guilmoto, prix Auguste-Furtado de l’Académie française.
- 1914 : « Géographie et géographes (à propos d’une thèse) », dans Le Correspondant, avril-mai, no 2, p. 833-863.

- En collaboration : 
  - 1881 : avec Amédée Hauvette-Besnault, « Inscriptions de l’île de Cos », dans Bulletin de correspondance hellénique, vol. 5, no 1, p. 201-240 Lire en ligne.
  - 1891 : 
    - avec A. Parmentier, Géographie générale du monde, Europe, Asie, Afrique, Océanie, Amérique, étude spéciale du bassin de la Méditerranée, classe de Sixième, Paris, G. Masson.
    - avec A Thalamas, Géographie élémentaire des cinq parties du monde, classe de huitième, Paris, G. Masson.
    - avec Paul Vidal de la Blache, « Avis au lecteur », dans Annales de géographie, tome 1, no 1, p. 3-6.